# Susan Carrizo
Berliz Susan Carrizo Escandela là một chủ nhân cuộc thi sắc đẹp, sinh ra ở Lagunillas, Zulia, Venezuela vào ngày 24 tháng 4 năm 1984. Cô là đại diện chính thức của Venezuela tại cuộc thi Hoa hậu Thế giới 2005 tổ chức tại Tam Á, Trung Quốc vào ngày 1 tháng 12 năm 2005. Carrizo, cao 5 ft 10 in (1,78 m), tham dự cuộc thi sắc đẹp quốc gia Hoa hậu Venezuela 2005, vào ngày 15 tháng 9 năm 2005 đại diện cho Costa Oriental, và giành danh hiệu Hoa hậu Thế giới Venezuela. Trước đó, cô cũng đã giành được giải thưởng Nụ cười đẹp nhất.
Carrizo cũng đại diện cho đất nước của mình trong cuộc thi sắc đẹp Miss Italia Nel Mondo 2008, được tổ chức tại Jesolo, Ý vào ngày 23 tháng 6 năm 2008, khi cô được xếp vào Top 25 bán kết.